# Н’Ди Ассембе, Ги
Ги Рола́н Н’Ди Ассембе́ (фр. Guy Roland N'Dy Assembé; 28 февраля 1986, Яунде, Камерун) — камерунский футболист, также имеющий французское гражданство, игравший на позиции вратаря. Выступал в сборной Камеруна.

## Карьера

### Клубная
Воспитанник клуба «Нант», в котором с 2004 года выступал за любительскую команду (провёл 56 матчей), а затем начал и профессиональную карьеру в 2007 году. В сезоне 2007/08 провёл 3 матча и стал вместе с командой вторым призёром Лиги 2, что давало право выхода в Лигу 1. В следующем сезоне дебютировал в Лиге 1: сыграл 6 матчей, в которых пропустил 4 гола.
Сезон 2009/10 провёл в аренде в клубе «Валансьен», в составе которого дебютировал 22 августа 2009 года в домашней игре против «Пари Сен-Жермен», в той встрече Ги провёл на поле весь матч, пропустил 2 мяча, а его команда уступила со счётом 2:3. Всего в том сезоне сыграл 17 встреч, в которых пропустил 22 гола.

### В сборной
В составе главной национальной сборной Камеруна дебютировал 25 мая 2010 года в товарищеской игре со сборной Грузии, в которой провёл на поле всю встречу и отстоял «на ноль». До этого был в составе команды на Кубке африканских наций 2010 года, однако на поле не выходил.
В мае 2010 года Ги был включён в заявку команды на финальный турнир чемпионата мира в ЮАР, где, однако, не сыграл ни разу.

## Достижения
«Нант»
- 2-е место в Лиге 2 (выход в Лигу 1) (1): 2007/08

«Генгам»
- Обладатель Кубка Франции: 2013/14